# Redemption (песня Hurts)
«Redemption» (с англ. — «Искупление») ― песня британского музыкального дуэта Hurts с их пятого студийного альбома Faith (2020). Он был выпущен 16 июля 2020 года в качестве третьего сингла с альбома. Дуэт написал и спродюсировал эту песню. Трек стал неожиданным радио-хитом в России, где он занял первое место в апреле 2021 года.

## Композиция
Что касается песни, Тео Хатчкрафт рассказал NME: Это песня о страхе и сомнении. Она произвела момент озарения во время одного из самых трудных периодов создания альбома. Для той же публикации Адам Андерсон назвал трек идеальным сочетанием всего, что мы хорошо делаем по отдельности.

## Трек-лист
- Digital download[2]

1. «Redemption» — 4:18

- Digital download — Kolya Funk Remix[3]

1. «Redemption» (Kolya Funk Remix) — 2:39

## Чарты

### Еженедельные чарты
| Чарт(2021)       | Высшая позиция |
| ---------------- | -------------- |
| СНГ (TopHit)     | 4              |
| Россия (TopHit)  | 1              |
| Украина (TopHit) | 18             |

### Ежегодные чарты
| Чарт(2021)               | Позиция |
| ------------------------ | ------- |
| CIS (Tophit)             | 19      |
| Russia Airplay (Tophit)  | 13      |
| Ukraine Airplay (Tophit) | 58      |